# Jacob Carruthers
Mzee Jedi Shemsu Jehewty, também conhecido como Jacob Hudson Carruthers, Jr. (Dallas, 15 de fevereiro de 1930 –  Chicago, 4 de janeiro de 2004) foi um historiador e educador afrocentrista.

## Primeiros Anos e Educação
Jacob Carruthers nasceu e cresceu no Texas e frequentou a escola Phyllis Wheatley High School em Houston, antes de cursar o ensino superior no Samuel Huston College, onde obteve um bacharelado em 1950. Em 1951 ingressou na Força Aérea dos Estados Unidos (USAF) e após o período em que serviu na USAF matriculou-se e obteve o título de mestre em Estudos Políticos pela Texas Southern University em 1958. Carruthers se tornou o primeiro estudante afro-americano a concluir o doutorado em Estudos Políticos pela Universidade do Colorado em 1966.
De 1961 a 1964, Carruthers ensinou ciências políticas no Prairie View College, no Texas, e mais tarde lecionou no Kansas State College, em Pittsburg.

## Mudança para Chicago e para oCenter for Inner City Studies
Após dois anos ensinando Ciência Política no Kansas State College (1966-1968), Carruthers se mudou para Chicago, onde iria viver e trabalhar pelo resto da vida. Em 1968, Carruthers ingressou no Centro de Estudos de Cidades Internas (Center for Inner City Studies) da Northeastern Illinois University (NEIU). Nos trinta e dois anos seguintes, Carruthers lecionou disciplinas de história e educação no Centro de Estudos de Cidades Internas, desempenhando um papel no desenvolvimento dos cursos de pós-graduação e graduação no Departamento de Educação de Estudos de Cidades Internas (Department of Inner City Studies Education) (ICSE).

## Visita a Cheikh Anta Diop
Em 1975, um ano depois de Cheikh Anta Diop, renomado historiador africano, e seu discípulo e colega Théophile Obenga terem realizado a defesa da tese da origem africana do antigo Kemet no simpósio da UNESCO no Cairo, Jacob Carruthers visitou Diop no Senegal. Nesta visita, Ifé Carruthers escreve:

Diop impressionou o Dr. Carruthers com a importância do estudo do antigo Egito e, mais importante, com a necessidade de centralizar esse estudo em torno do domínio das línguas egípcias, comumente chamadas de hieróglifos..
Após retornar dessa reunião, Carruthers estabeleceu a base organizacional para centralizar Kush e Kemet como as civilizações clássicas africanas sobre as quais seriam fundadas as instituições africanas libertadas. Carruthers começou a aprender a antiga língua de Kemet, Mdw Nṯr , para ter acesso direto às fontes antigas, ao mesmo tempo em que instigava os outros a fazerem o mesmo com urgência.

## O Instituto Kemético e ASCAC
Carruthers criou um contexto centrado na África para o estudo sistemático da história africana com o objetivo de elevar as instituições africanas a partir do conhecimento resgatado das antigas civilizações.
Em 1978, Carruthers e a equipe de pesquisa centrada na África composta por A. Josef Ben Levi, Anderson Thompson e Conrad Worrill fundaram o Instituto Kemético. Esta organização abordou a necessidade de uma pesquisa séria orientada para a restauração por parte dos africanos nas civilizações clássicas africanas de Kush e Kemet. Carruthers, como diretor fundador do instituto, esclareceu que a instituição deveria servir de trampolim para a construção de instituições centradas em África, provando a base de conhecimento a partir da qual outras instituições poderiam ser nutridas.
Em fevereiro de 1984, Carruthers junto com John Henrik Clark, Asa Grant Hilliard, Leonard Jeffries, Yosef Ben-Jochannan e Maulana Karenga fundaram a Associação para o Estudo das Civilizações Clássicas Africanas (ASCAC) na Primeira Conferência Anual de Estudos Egípcios Antigos em Los Angeles, da qual Carruthers foi eleito o primeiro presidente.

## Vida pessoal
Carruther foi casado com Mama Ifé Carruthers, com quem teve três filhos, Jacob III, Darnell e Christopher, e uma filha, Tawakalitu Jogunosimi.

## Morte
Jacob Carruthers morreu em 4 de janeiro de 2004, de câncer no pâncreas em sua casa em Chicago, aos 73 anos.